# Зубчатогрудый дровосек
Дровосек зубчатогрудый, или усач-резус — (лат. Rhaesus serricollis) — жук семейства Усачи (Cerambycidae).

## Описание

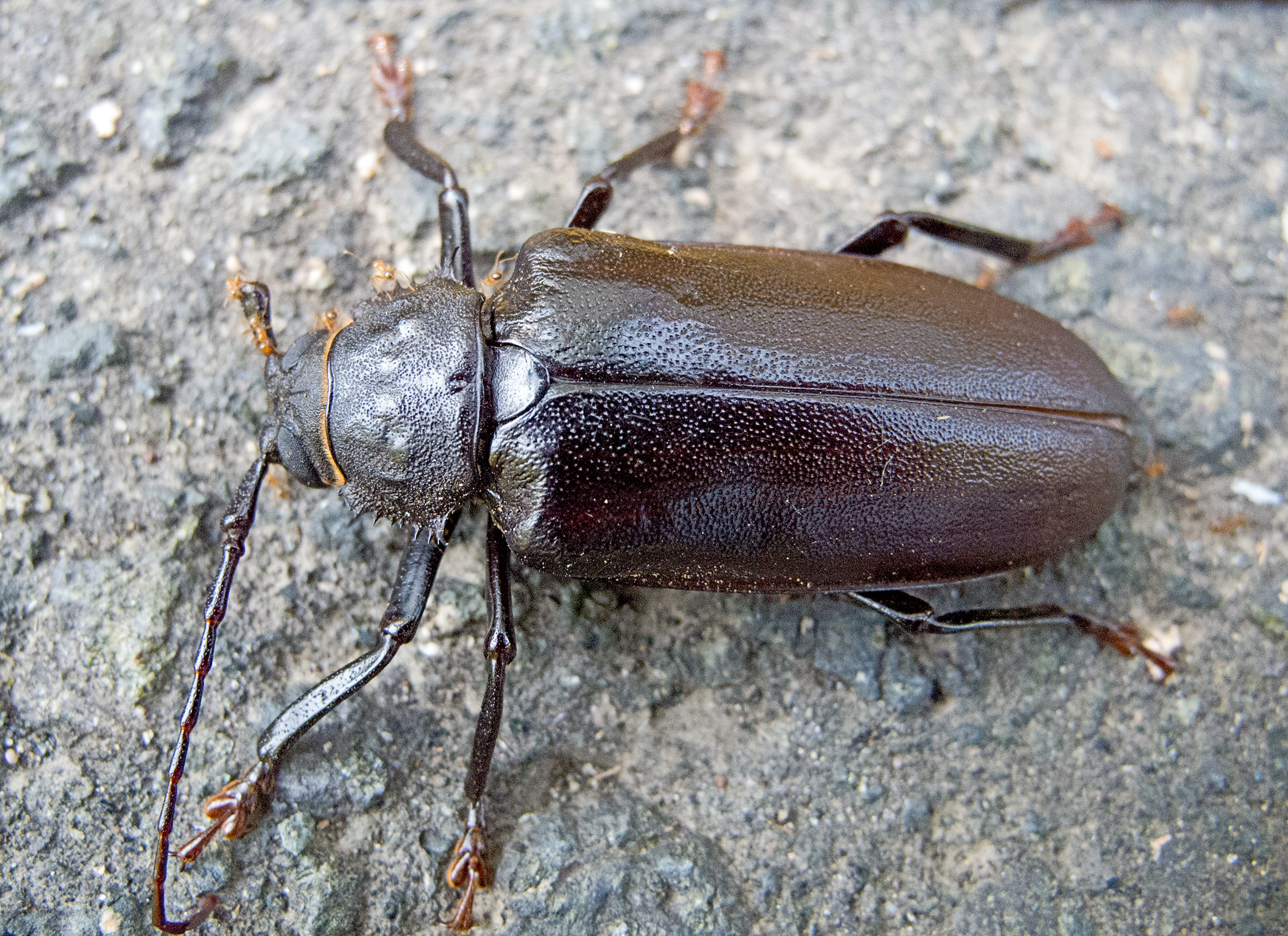

Длина самцов около 30-40 мм, самок до 60 мм. Тело массивное, каштаново-коричневое или смоляно-бурое, надкрылья обычно несколько светлее. Переднеспинка сужена кпереди, передние углы остро выдаются, но не вытянуты вперёд. Боковой край переднеспинки в длинных острых шипообразных зубцах, последний зубец длиннее остальных и загнут кзади. Челюсти самцов крупнее, чем у самок, с большим зубцом на внутреннем крае, у самок этот зубец слабо развит. Усики самца заходят за середину надкрылий, усики самки не достигают её. Три первых членика усиков утолщены. У личинок усики состоят из двух члеников. Лоб по переднему краю с двумя поперечными килями. 

## Распространение
Распространён на юге Краснодарского края, на Кавказе, особенно на Черноморском побережье и в Сочинском районе. Кроме Кавказа встречается и в Турции, Армении, Сирии, Азербайджане, Иране, Болгарии, на Балканском полуострове.

## Биология вида
Обитает в широколиственных низинных лесах нижнего и среднего пояса гор. В горы поднимается на высоты 1500—2000 м над уровнем моря. Лет жуков с июня по август.
Личинки длиной до 70 мм, развиваются в древесине бука и тополей, реже — платана, грецкого ореха, ивы, липы, каштана, гледичии. Личинки первого года живут под корой, выедая её в виде площадок; в дальнейшем прогрызают в древесине ходы до 4 см в диаметре. Генерация З-летняя. Окукливание весной.

## Систематика
Первоначально Мочульский описал в 1838 первого представителя рода как Prionus serricollis, однако в его коллекции он был этикетирован как Rhesus serricollis. В 1960 году Томсон этот вид назвал Rhesus serricollis Motschulsky, 1838 и в определительной таблице дал описание рода Rhesus Motschulsky, 1838, хотя Мочульский род под таким названием не описывал. В опубликованной после смерти Мочульского статье 1875 года описан род Rhaesus и вид Rhaesus persicus Motschulsky, 1875. Вид Prionus serricollis перенесён в это род. Вид Rhaesus persicus был признан синонимом Rhaesus serricollis (Motschulsky, 1838), поэтому в составе рода остался один вид:

## Лимитирующие факторы
Не известны.

## Замечания по охране
Занесен в Красную книгу России (II категория сокращающийся в численности вид)
- Мероприятия по охране: Необходимо ограничить вырубки старых лиственных деревьев на юге Краснодарского края; запрет на отлов жуков.